# 吉野恭平
吉野 恭平（よしの きょうへい、1994年11月8日 - ）は、宮城県仙台市出身のプロサッカー選手。Jリーグ・セレッソ大阪所属。ポジションはディフェンダー（センターバック）、ミッドフィールダー（守備的ミッドフィールダー）。

## 来歴

### プロ入り前
小学生時代は仙台市青葉区を拠点に活動しているFC．ASKに所属。中学生時代は鈴木武一が代表を務めるA．C Azzurriに所属、2009年中学3年時にはキャプテンを務め、チームの同年度のクラブユース選手権初出場に貢献した。進学に際し、鈴木から東京ヴェルディユースの入団テストを受けるよう勧められる。
2010年、東京ヴェルディユースへ入団。同期に、中島翔哉、前田直輝、ポープ・ウィリアム、安在和樹、楠美圭史、フェアー・モービーら。同年、高校1年時から年代別代表候補となり、以下続けて選ばれている。2011年クラブユース選手権優勝、2012年高校3年にはキャプテンを務め高円宮杯プレミア東優勝に貢献した。また2012年にはトップチームに2種登録されている。

### プロ入り後
2013年、東京Vのトップチームに昇格。楠美、安在、中島、ポープ、前田とともに昇格している。シーズン終盤には先発に抜擢され、1年目から9試合に出場した。2014年1月には3年後のリオデジャネイロオリンピック出場を目指すU-21日本代表に選出され、AFC U-22アジアカップ2013に出場した。この間、東京Vは深刻な資金難に悩まされ、移籍を余儀なくされた。
2014年2月、サンフレッチェ広島へ完全移籍。移籍金は2,000万円（推定）。なお2014年シーズンは「広島からのレンタル移籍」としてそのまま東京Vに残留し、保有権のみが広島に移る形となる。同年8月、当初2015年1月までの予定だったレンタル移籍の終了を早め、2014年シーズン途中より広島に移籍。2016年、4月29日の第9節ジュビロ磐田戦で3バックの一角としてJ1リーグ初先発を飾る。
2016年7月25日、京都サンガF.C.へ期限付き移籍。京都では主にボランチとして先発出場した。
2018年より広島に復帰。
2018シーズンは、主に試合を締める‘ クローザー’として起用される。
2019年、背番号を23から5に変え、3バックの真ん中のリベロで開幕スタメンを掴む。開幕から12戦連続先発と好調なスタートを切ったが、7月以降は出番が激減。2試合の出場にとどまった。
2019年12月24日、ベガルタ仙台へ完全移籍。
2022年12月14日、横浜FCへ完全移籍。
2024年1月5日、Kリーグ1の大邱FCへ完全移籍。
2025年6月4日、セレッソ大阪へ完全移籍。

## 人物
- 2023年12月16日、女子プロゴルファーの松森彩夏と結婚したことを明らかにした[12][13]。

## 所属クラブ
- 2001年 - 2006年 FC. ASK
- 2007年 - 2009年 A.C Azzurri
- 2010年 - 2012年 東京ヴェルディユース (神奈川県立菅高等学校)
  - 2012年 東京ヴェルディ1969 (2種登録選手)
- 2013年  東京ヴェルディ1969
- 2014年 - 2019年  サンフレッチェ広島
  - 2014年 - 同年8月  東京ヴェルディ (期限付き移籍)
  - 2016年 - 2017年  京都サンガF.C. (期限付き移籍)
- 2020年 - 2022年  ベガルタ仙台
- 2023年  横浜FC
- 2024年 - 2025年6月  大邱FC
- 2025年6月 -   セレッソ大阪

## 個人成績
| 国内大会個人成績 | 国内大会個人成績 | 国内大会個人成績 | 国内大会個人成績 | 国内大会個人成績 | 国内大会個人成績 | 国内大会個人成績 | 国内大会個人成績 | 国内大会個人成績 | 国内大会個人成績 | 国内大会個人成績 | 国内大会個人成績 |
| 年度             | クラブ           | 背番号           | リーグ           | リーグ戦         | リーグ戦         | リーグ杯         | リーグ杯         | オープン杯       | オープン杯       | 期間通算         | 期間通算         |
| 年度             | クラブ           | 背番号           | リーグ           | 出場             | 得点             | 出場             | 得点             | 出場             | 得点             | 出場             | 得点             |
| 日本             | 日本             | 日本             | 日本             | リーグ戦         | リーグ戦         | リーグ杯         | リーグ杯         | 天皇杯           | 天皇杯           | 期間通算         | 期間通算         |
| ---------------- | ---------------- | ---------------- | ---------------- | ---------------- | ---------------- | ---------------- | ---------------- | ---------------- | ---------------- | ---------------- | ---------------- |
| 2013             | 東京V            | 23               | J2               | 9                | 0                | -                | -                | 1                | 0                | 10               | 0                |
| 2014             | 東京V            | 2                | J2               | 14               | 1                | -                | -                | 1                | 0                | 15               | 1                |
| 2014             | 広島             | 38               | J1               | 0                | 0                | 0                | 0                | 0                | 0                | 0                | 0                |
| 2015             | 広島             | 38               | J1               | 0                | 0                | 2                | 0                | 2                | 0                | 4                | 0                |
| 2016             | 広島             | 23               | J1               | 2                | 0                | -                | -                | -                | -                | 2                | 0                |
| 2016             | 京都             | 37               | J2               | 13               | 0                | -                | -                | 2                | 0                | 15               | 0                |
| 2017             | 京都             | 5                | J2               | 34               | 1                | -                | -                | 1                | 0                | 35               | 1                |
| 2018             | 広島             | 23               | J1               | 18               | 0                | 6                | 0                | 3                | 0                | 27               | 0                |
| 2019             | 広島             | 5                | J1               | 16               | 0                | 0                | 0                | 1                | 0                | 17               | 0                |
| 2020             | 仙台             | 16               | J1               | 14               | 0                | 1                | 0                | -                | -                | 15               | 0                |
| 2021             | 仙台             | 16               | J1               | 31               | 2                | 2                | 0                | 0                | 0                | 33               | 2                |
| 2022             | 仙台             | 16               | J2               | 23               | 2                | -                | -                | 1                | 0                | 24               | 2                |
| 2023             | 横浜FC           | 27               | J1               | 24               | 1                | 3                | 0                | 0                | 0                | 27               | 1                |
| 韓国             | 韓国             | 韓国             | 韓国             | リーグ戦         | リーグ戦         | リーグ杯         | リーグ杯         | FA杯             | FA杯             | 期間通算         | 期間通算         |
| 2024             | 大邱FC           | 5                | Kリーグ1         | 30               | 5                | -                | -                | 1                | 0                | 31               | 5                |
| 2025             | 大邱FC           | 5                | Kリーグ1         | 16               | 2                | -                | -                | 1                | 0                | 17               | 2                |
| 日本             | 日本             | 日本             | 日本             | リーグ戦         | リーグ戦         | リーグ杯         | リーグ杯         | 天皇杯           | 天皇杯           | 期間通算         | 期間通算         |
| 2025             | C大阪            | 35               | J1               |                  |                  |                  |                  |                  |                  |                  |                  |
| 通算             | 日本             | 日本             | J1               | 105              | 3                | 14               | 0                | 6                | 0                | 125              | 3                |
| 通算             | 日本             | 日本             | J2               | 93               | 4                | -                | -                | 6                | 0                | 99               | 4                |
| 通算             | 韓国             | 韓国             | Kリーグ1         | 46               | 7                | -                | -                | 2                | 0                | 48               | 7                |
| 総通算           | 総通算           | 総通算           | 総通算           | 244              | 14               | 14               | 0                | 14               | 0                | 272              | 14               |

- 2012年はユース所属

その他公式戦
| 2014   | J-22   | -      | J3     | 5 | 0 | 5 | 0 |
| 2015   | J-22   | -      | J3     | 0 | 0 | 0 | 0 |
| 通算   | 日本   | 日本   | J3     | 5 | 0 | 5 | 0 |
| 総通算 | 総通算 | 総通算 | 総通算 | 5 | 0 | 5 | 0 |

その他
- 2016年
  - J1昇格プレーオフ 1試合0得点
- 2024年
  - K1・K2入れ替え戦 2試合0得点

| 国際大会個人成績 | 国際大会個人成績 | 国際大会個人成績 | 国際大会個人成績 | 国際大会個人成績 |
| 年度             | クラブ           | 背番号           | 出場             | 得点             |
| AFC              | AFC              | AFC              | ACL              | ACL              |
| ---------------- | ---------------- | ---------------- | ---------------- | ---------------- |
| 2016             | 広島             | 23               | 1                | 0                |
| 2019             | 広島             | 5                | 5                | 0                |
| 通算             | AFC              | AFC              | 6                | 0                |

その他の国際公式戦
- 2019年
  - AFCチャンピオンズリーグ・プレーオフ 1試合0得点
- Jリーグ初出場 - 2013年3月24日 J2 第5節 対ロアッソ熊本戦 (味の素スタジアム)
- Jリーグ初得点 - 2014年3月16日 J2 第3節 対ジェフユナイテッド市原・千葉戦 (味の素スタジアム)

## タイトル
東京ヴェルディユース
- 2011年 第35回日本クラブユースサッカー選手権 (U-18)大会 優勝
- 2012年 高円宮杯U-18サッカーリーグ2012 プレミアリーグイースト 優勝

## 代表歴
- U-16日本代表
  - 2010年 AFC U-16選手権（3位）
- U-17日本代表
  - 2011年 国際ユースサッカーin新潟（準優勝）
- U-18日本代表
  - 2012年 スロバキアカップ（6位）
- U-19日本代表
  - 2013年 アルクディア国際ユースサッカートーナメント（グループリーグ敗退）
- U-21日本代表
  - 2014年 AFC U-22アジアカップ2013、アジア競技大会
- U-22日本代表
  - 2015年 - AFC U-23選手権 (予選)（負傷により辞退)

## 参考資料
- 吉野恭平 - JOC
- 吉野恭平 - ゲキサカ